# Сан-Джорджо-ин-Боско
Сан-Джорджо-ин-Боско (итал. San Giorgio in Bosco) — коммуна в Италии, располагается в провинции Падуя области Венеция.
Население составляет 6000 человек, плотность населения составляет 208 чел./км². Занимает площадь 28 км². Почтовый индекс — 35010. Телефонный код — 049.
Покровителем коммуны почитается святой Георгий, празднование 23 апреля.